# 伊瑟爾特瓦爾德

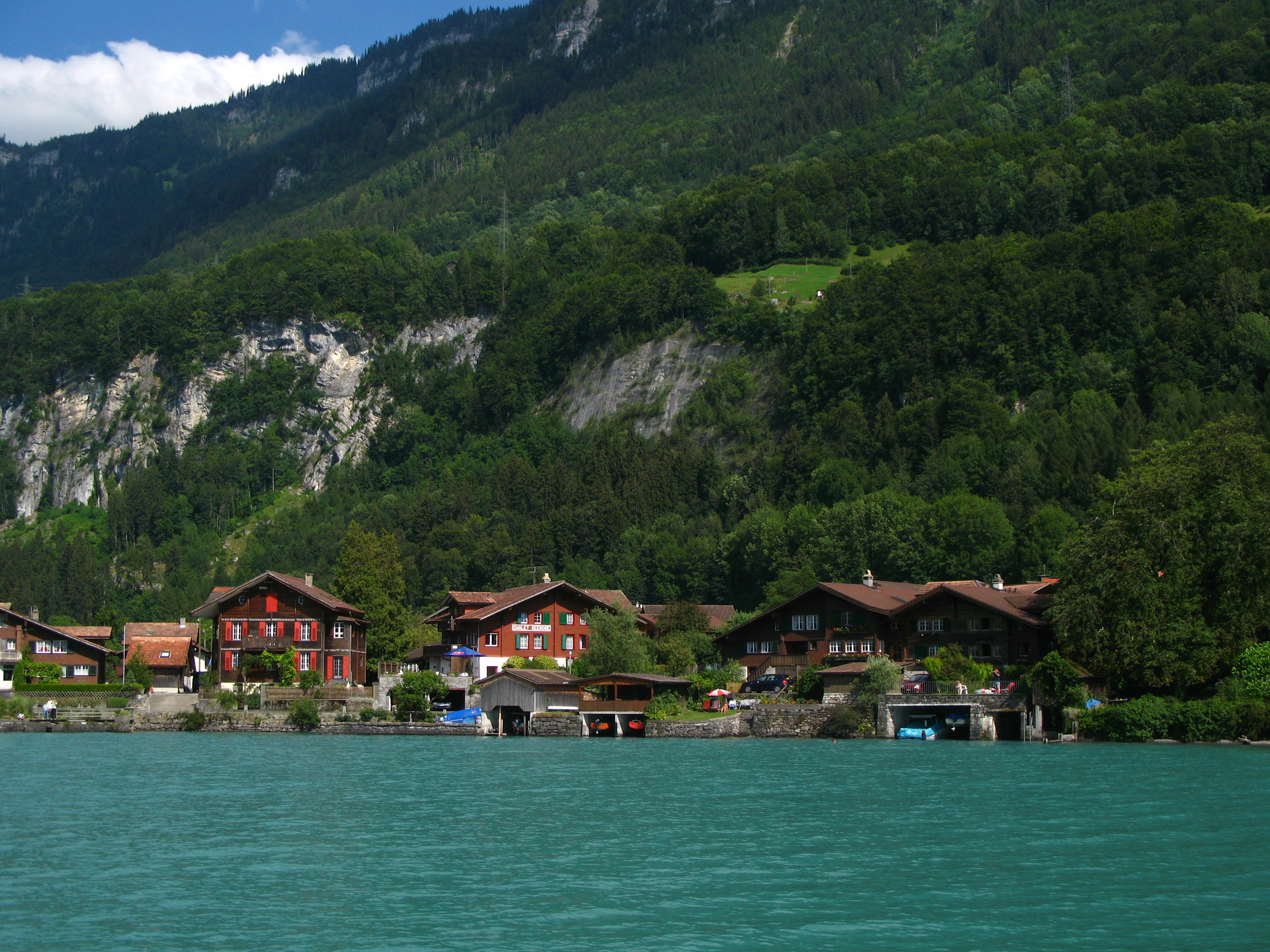

伊瑟爾特瓦爾德是瑞士的城鎮，位於該國中西部，由伯恩州負責管轄，面積21.85平方公里，海拔高度566米，2011年人口424，人口密度每平方公里19人。
韩剧（爱的迫降），男主弹钢琴的地方